# الملجأ الجليدي
الملجأ الجليدي هو منطقة جغرافية جعلت من الممكن بقاء النباتات والحيوانات في أوقات العصور الجليدية وسمحت بإعادة استعمار ما بعد العصر الجليدي.   يمكن التمييز بين أنواع مختلفة من الملاجئ الجليدية ، وهي نوناتاك ، والملجأ المحيطي والمنخفض.  تم اقتراح الملاذ الجليدي كسبب رئيسي لأنماط توزيع النباتات والحيوانات في كل من خطوط العرض المعتدلة والاستوائية.    فيما يتعلق بالتجمعات المنفصلة لتوزيعات الأنواع الحديثة ، خاصة في الطيور ،   هناك شك في صحة هذه الاستنتاجات ، حيث أن الكثير من التمايز بين المجموعات التي لوحظت اليوم قد يكون قد حدث قبل أو بعد تقييدها إلى الملاذ.   على النقيض من ذلك ، فإن المواقع الجغرافية المعزولة التي تستضيف نوعًا واحدًا أو أكثر من الأنواع المهددة بالانقراض بشكل خطير (يُنظر إليها على أنها متداخلة قديمة أو بقايا جليدية ) لا يُنازع عليها عمومًا باعتبارها ملاذًا جليديًا حقيقيًا. 

## تحديد الملاجئ الجليدية
تقليديا ، تم تحديد الملاذ الجليدي من خلال تقييم الأدلة القديمة البيئية ، لتحديد أصول الأصناف الحديثة.  على سبيل المثال ، تم استخدام مناهج علم البيئة القديمة ، التي تركز على دراسة الكائنات الأحفورية وبقاياها ، لإعادة بناء توزيعات حبوب اللقاح في أوروبا ، على مدار 13000 عام منذ التجلد الأخير. أثبت الباحثون في هذه الحالة في النهاية انتشار أشجار الغابات من الحافة الجنوبية الجبلية لأوروبا ، مما يشير إلى أن هذه المنطقة كانت بمثابة ملجأ جليدي خلال هذا الوقت. 

## أنواع مختلفة من الملاجئ الجليدية
في الدراسات التي تستكشف مدى انتشار الملاذ الجليدي في الأنواع الجبلية ، تم تحديد ثلاثة أنواع متميزة من الملاجئ الجليدية. 

### ملجأ نوناتاك الجليدي
نوناتاك هو نوع من الملاجئ الجليدية التي تقع على قمم الجبال الخالية من الثلوج والمكشوفة ، والتي تقع فوق الغطاء الجليدي أثناء التكتلات الجليدية.  يعد تحديد "النقاط الساخنة للتنوع" في المناطق ، والتي كان من المفترض أن تكون مناطق هجرة خلال فترات جليدية كبرى ، دليلًا على ملاجئ nunatak الجليدية.  على سبيل المثال ، سلاسل جبال مونتي روزا ، و Avers ، و Engadine وBernina كلها مناطق نوناتاك مقترحة غنية بالزهور ، والتي تدل على بقاء nunatak الجليدية. 

### الملجأ الجليدي المحيطي
لا تزال الملاجئ الجليدية المحيطية موجودة داخل النظام الجبلي ولكن على عكس النوناتاك الموجودة على القمم ، يقع هذا النوع من الملاجئ على طول حدود الأنظمة الجبلية.  يمكن العثور على أدلة على هذا النوع من الملاجئ الجبلية على طول حدود جبال الكاربات أو جبال البرانس أو جبال الألب الأوروبية ، وكلها كانت رسميًا أنظمة جبلية جليدية. على سبيل المثال ، باستخدام تقنية تعدد الأشكال المتضخم لأطوال الشظايا (AFLP) ، تمكن الباحثون من استنتاج بقاء Phyteuma globulariifolium في الملاجئ المحيطية في جبال الألب الأوروبية.

### الملاجئ الجليدية في الأراضي المنخفضة
الملجأ الجليدي في الأراضي المنخفضة ، على عكس الملجأ الجليدي المحيطي ونوناتاك ، هو نوع من الملاجئ الموجودة خارج النظام الجبلي في الأراضي المنخفضة.  تقع خارج حدود الدروع الجليدية ، وقد تم تحديد ملاجئ الأراضي المنخفضة لعدد من الأنواع النباتية والحيوانية. في أوروبا ، على سبيل المثال ، من خلال تحليل allozyme ، تمكن الباحثون من تأكيد التوزيع المستمر لـ Zygaena exulans بين سفوح جبال البيرينيه وجبال الألب خلال العصر الجليدي الأخير. 
في شرق أمريكا الشمالية ، تستضيف ملاجئ الأنهار الجليدية المنخفضة على طول سواحل المحيط الأطلسي والخليج نباتات مستوطنة - بعضها نادر ، بل ومعرض للانقراض ، والبعض الآخر يستلزم أكثر مجموعات النباتات المنفصلة جنوبيًا التي تظهر عادةً على بعد مئات الأميال فقط إلى الشمال. الأنهار الرئيسية التي تجف جنوبًا من جبال الآبالاش مرتبطة بتدرج أنواع الأشجار المتوطنة في العصر القديم ‏ . تتراوح هذه الأنواع من شجرة التنوب Critchfield ‏ المنقرضة بالقرب من منفذ نهر المسيسيبي ، إلى Franklinia المنقرضة في البرية على طول نهر Altamaha ، إلى فلوريدا تورييا المهددة بالانقراض وفلوريدا الطقسوس في نهاية مجرى نهر Chattahoochee نظام.   (انظر الرسم التوضيحي على اليمين. )